# Tătăruși
Tătăruşi es una comuna ubicada en el distrito de Iași, Rumania.

## Superficie
Cuenta con una superficie de 66,18 kilómetros cuadrados.

## Demografía
Hasta 2021 la población era de 4619 habitantes, con una densidad de población de 69,79 habitantes por kilómetro cuadrado.